# Austin 3-Litre
O  Austin 3-Litre é um modelo de grande porte da British Motor Corporation.